# Stazione meteorologica di Seren del Grappa
La stazione meteorologica di Seren del Grappa è la stazione meteorologica di riferimento relativa alla località di Seren del Grappa.

## Coordinate geografiche
La stazione meteorologica è situata nell'Italia nord-orientale, nel Veneto, in provincia di Belluno, nel comune di Seren del Grappa, a 387 metri s.l.m. e alle coordinate geografiche 45°59′N 11°51′E.

## Dati climatologici
Secondo i dati medi del trentennio 1961-1990, la temperatura media del mese più freddo, gennaio, si attesta a -1,2 °C, mentre quella del mese più caldo, luglio, è di +20,1 °C .
| Seren del Grappa   | Mesi | Mesi | Mesi | Mesi | Mesi | Mesi | Mesi | Mesi | Mesi | Mesi | Mesi | Mesi | Stagioni | Stagioni | Stagioni | Stagioni | Anno |
| Seren del Grappa   | Gen  | Feb  | Mar  | Apr  | Mag  | Giu  | Lug  | Ago  | Set  | Ott  | Nov  | Dic  | Inv      | Pri      | Est      | Aut      | Anno |
| ------------------ | ---- | ---- | ---- | ---- | ---- | ---- | ---- | ---- | ---- | ---- | ---- | ---- | -------- | -------- | -------- | -------- | ---- |
| T. max. media (°C) | 3,1  | 6,1  | 11,0 | 15,1 | 19,9 | 23,2 | 25,9 | 25,8 | 22,5 | 17,1 | 9,0  | 3,6  | 4,3      | 15,3     | 25,0     | 16,2     | 15,2 |
| T. min. media (°C) | −5,4 | −3,4 | 1,1  | 5,4  | 9,4  | 12,9 | 14,3 | 14,1 | 11,4 | 6,4  | 1,9  | −3,4 | −4,1     | 5,3      | 13,8     | 6,6      | 5,4  |